# Курессааре (аеропорт)
Аеропорт Курессааре (ест. Kuressaare lennujaam, IATA: URE, ICAO: EEKE) — аеропорт в Естонії. Розташований за 2,8 км SSE від міста Курессааре на острові Сааремаа.
Перша злітно-посадкова смуга була побудована у другій половині 1930-х років. Офіційно аеропорт був відкритий 6 березня 1945 року. Протягом наступних років повітряний потік зростав, і між 1949 і 1953 роками в аеропорту діяло від 10 до 14 щоденних рейсів між Курессааре і Таллінном. За цей період близько 400 пасажирів прилітали або відлітали з Курессааре щодня. До 1958 року аеропорт не було електрифіковано. Нинішня будівля терміналу була побудована в 1962 році. Друга ЗПС 05/23 була споруджена в 1976 році, а в 1999 була збільшена основна ЗПС. Будівлю терміналу було відремонтовано у 2007 році.
Власником аеропорту є АТ «Талліннський аеропорт».
В 2009 році пасажирообіг аеропорту склав 19 519 осіб.

## Авіалінії та напрямки
| Авіакомпанія           | Пункт призначення |
| ---------------------- | ----------------- |
| Transaviabaltika       | Таллінн           |
| FLN Frisia Luftverkehr | Сезонні: Рухну    |